# Dunay
El Dunay fue un barco de vela de la Armada Soviética, botado por primera vez como Cristoforo Colombo y puesto en servicio en los astilleros de Castellammare el 15 de abril de 1926 para la Regia Marina italiana. Fue destruido en un incendio en 1963. la Regia Marina encargó dos buques escuela según un diseño del teniente general Francesco Rotundi del Cuerpo de Ingenieros de la Marina Italiana, inspirado en el estilo de los grandes navíos de línea de 74 cañones de finales del siglo XVIII. El primero fue el Cristoforo Colombo. El segundo barco fue el Amerigo Vespucci, botado en 1931 y todavía en servicio.

## Pérdida
El barco fue entregado a la Unión Soviética por el Reino de Italia como parte de las reparaciones de guerra exigidas por el Tratado de Paz de París de 1947, y fue dado de baja en 1959 en la Armada Soviética. Fue destruido por un incendio en 1963. Las reparaciones se consideraron no rentables. El barco se deterioró como un casco de carbón y fue desguazado en 1971.